# Ga Salak Tinggi ERL
Ga Salak Tinggi ERL  là một ga trên tuyến KLIA Transit ở Salak Tinggi, Sepang, Selangor, Malaysia. Nó được quản lý bởi Express Rail Link (ERL). Nhà nhiều tầng đỗ xe tại nhà ga này phục vụ các chuyến tàu hằng ngày từ Bandar Salak Tinggi và các khu vực xung quanh đến Sân bay quốc tế Kuala Lumpur và trung tâm thành phố.

## Xe buýt trung chuyển
| Số tuyến | Hoạt động                                     | Khởi đầu              | Kết thúc | Đi qua                                            | Tầng suất (phút) | Thời gian hoạt động |
| -------- | --------------------------------------------- | --------------------- | -------- | ------------------------------------------------- | ---------------- | ------------------- |
| BTG1     | Smart Selangor (xe buýt cung cấp bởi RapidKL) | KT04 ERL Salak Tinggi | Banting  | KLIA Jalan Banting–Semenyih Cao tốc Klang-Banting | 0.5 - 1 hour     | 06:00 - 22:00       |

## Xung quanh nhà ga
- Thị trấn Kota Warisan
- Đại học Hạ Môn Malaysia
- Thành phố Sunsuria
- Le Park Sunsuria City